# Орехово (Томская область)
Орехово — посёлок в Первомайском районе Томской области России. Входит в состав Новомариинского сельского поселения. Население 567 чел. (2021) .

## География
Расположен на востоке района, в верховьях реки Куличек (бассейн Чулыма), в 150 километрах от Томска и в 30 от районного центра. Высота над уровнем моря 110 м.

## История
Основан в 1959 г. как поселок леспромхоза.

## Население
| 2002 | 2010 | 2012 | 2013 | 2014 | 2015 | 2021 |
| ---- | ---- | ---- | ---- | ---- | ---- | ---- |
| 732  | ↘677 | ↘650 | ↘621 | ↘618 | ↘595 | ↘567 |

## Инфраструктура
Библиотека, дом культуры, МБОУ "Ореховская средняя общеобразовательная  школа", детский сад , Ореховский ФАП , почтовое отделение Почты России № 636936.

## Транспорт
Лесные дороги.